# Notte di festa
Notte di festa è una raccolta di racconti scritti da Cesare Pavese tra il 1936 e il 1939, pubblicati postumi da Einaudi nel 1953.
Nella prima edizione i racconti, che anticipano e comprendono in embrione quei temi e quelle soluzioni che verranno in seguito utilizzate nei romanzi, sono dieci in tutto: Terra d'esilio, Viaggio di nozze, L'intruso, Le tre ragazze, Notte di festa, Amici, Carogne, Suicidi, Villa in collina e Il campo di grano, ai quali si sono aggiunti nelle edizioni seguenti altri tredici racconti: Iettatura, Misoginia, La draga (già Temporale d'estate), L'idolo, "Si parva licet", Fedeltà, I mendicanti, La zingara, La libertà, L'avventura, Il gruppo, Anni, Lavorare è un piacere.

## Edizioni
- Cesare Pavese, Notte di Festa, Einaudi, 2005,  p. 314, ISBN 9788806176723.